# Трубецкой, Кирилл Николаевич
Кирилл Николаевич Трубецкой (род. 28 сентября 1983, Москва, РСФСР, СССР) — российский актёр театра МХТ им. Чехова и кино.

## Биография
Кирилл Трубецкой окончил Российскую Академию театрального искусства (ГИТИС) в 2007 году (мастерская В. Теплякова и М. Скандарова).
Дебютировал на сцене Московского Художественного театра в спектакле «Ундина» в 2002 г.
13 марта 2020 года в ДТП пострадали три человека, среди которых оказался Кирилл Трубецкой. Сейчас Кирилл Трубецкой активно принимает участие в театральных постановках на сцена Московского художественного театра.
В 2018 году был удостоен театральной премии газеты «Московский комсомолец» в номинации «Начинающие. Лучшая мужская роль второго плана» за роль профессора Жгутика в спектакле «Северный ветер».

## Творчество

### Роли в театре
Московского Художественного театра имени Антона Павловича Чехова
- «XX век. Бал» (реж. Алла Сигалова, Константин Эрнст, 2018) — Актер
- «Мужья и жёны» (реж. Константин Богомолов, 2017) — Папа и мама
- «Свидетель обвинения» (реж. Мари-Луиз Бишофберже, 2012) — Судебный пристав
- «Три сестры» (реж. Константин Богомолов, 2018) — Прозоров Андрей Сергеевич
- «Северный ветер» (реж. Рената Литвинова, 2018) — Профессор Жгутик
- «Звезда вашего периода» (реж. Рената Литвинова, 2021) — Отто

### Фильмы
1. 2008 — Ундина — камергер
2. 2009 — Всегда говори «всегда» — 5 — эпизодическая роль
3. 2009 — Конек-горбунок — Купец
4. 2013 — Кодекс чести — 6 — Николаев (аспирант)
5. 2013 — Отель «Президент» — Продавец в ювелирном магазине
6. 2017 — Кухня. Последняя битва — незнакомец
7. 2021 — Северный ветер — Миша (секретарь)